# Bączek (zwyczajny)
Bączek (zwyczajny) (Ixobrychus minutus) – gatunek średniej wielkości ptaka brodzącego z rodziny czaplowatych (Ardeidae), zamieszkujący Eurazję, Afrykę i Australię; od początku XXI wieku lęgi stwierdzane także na Nowej Kaledonii. Nie jest zagrożony.

## Podgatunki i zasięg występowania

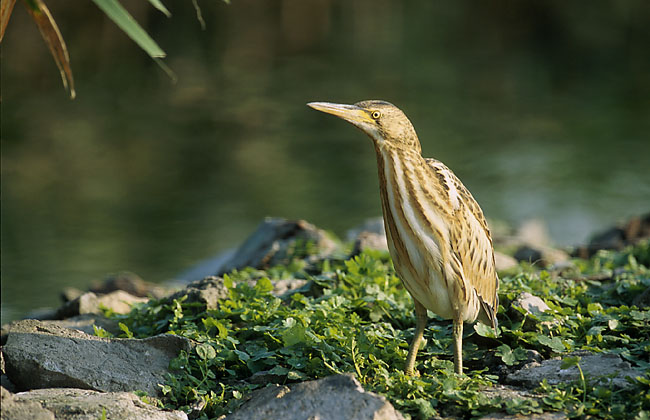
Podgatunek nominatywny

Bączek zamieszkuje w zależności od podgatunku:
- bączek (zwyczajny) (I. minutus minutus) – od środkowej i południowej Europy oraz północnej Afryki do zachodniej Syberii, Azji Środkowej oraz północno-zachodnich Indii. Zimuje w Afryce[2], na południe od Sahary[7]. W Polsce gnieździ się bardzo nielicznie, nie zimuje. Przeloty w kwietniu–maju i od sierpnia do października.
- bączek afrykański (I. minutus payesii) – Afryka na południe od Sahary
- bączek madagaskarski (I. minutus podiceps) – Madagaskar
- bączek czarnogrzbiety (I. minutus dubius) – wschodnia, południowo-zachodnia i północno-środkowa Australia oraz Nowa Kaledonia; zimą także południowa Nowa Gwinea[8]. Takson o niepewnej pozycji taksonomicznej, często podnoszony do rangi odrębnego gatunku[9][10][6][8].

## Charakterystyka

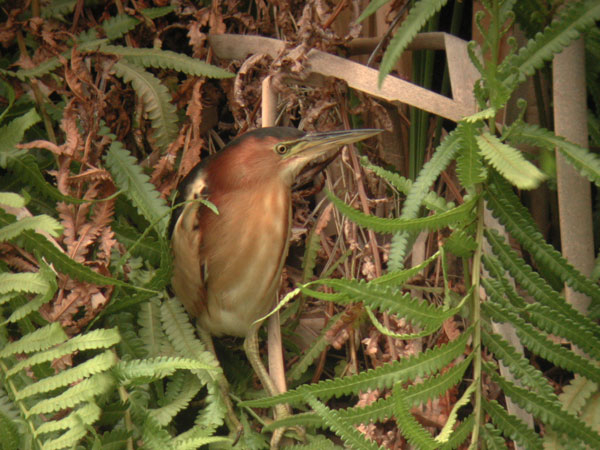
Bączek czarnogrzbiety

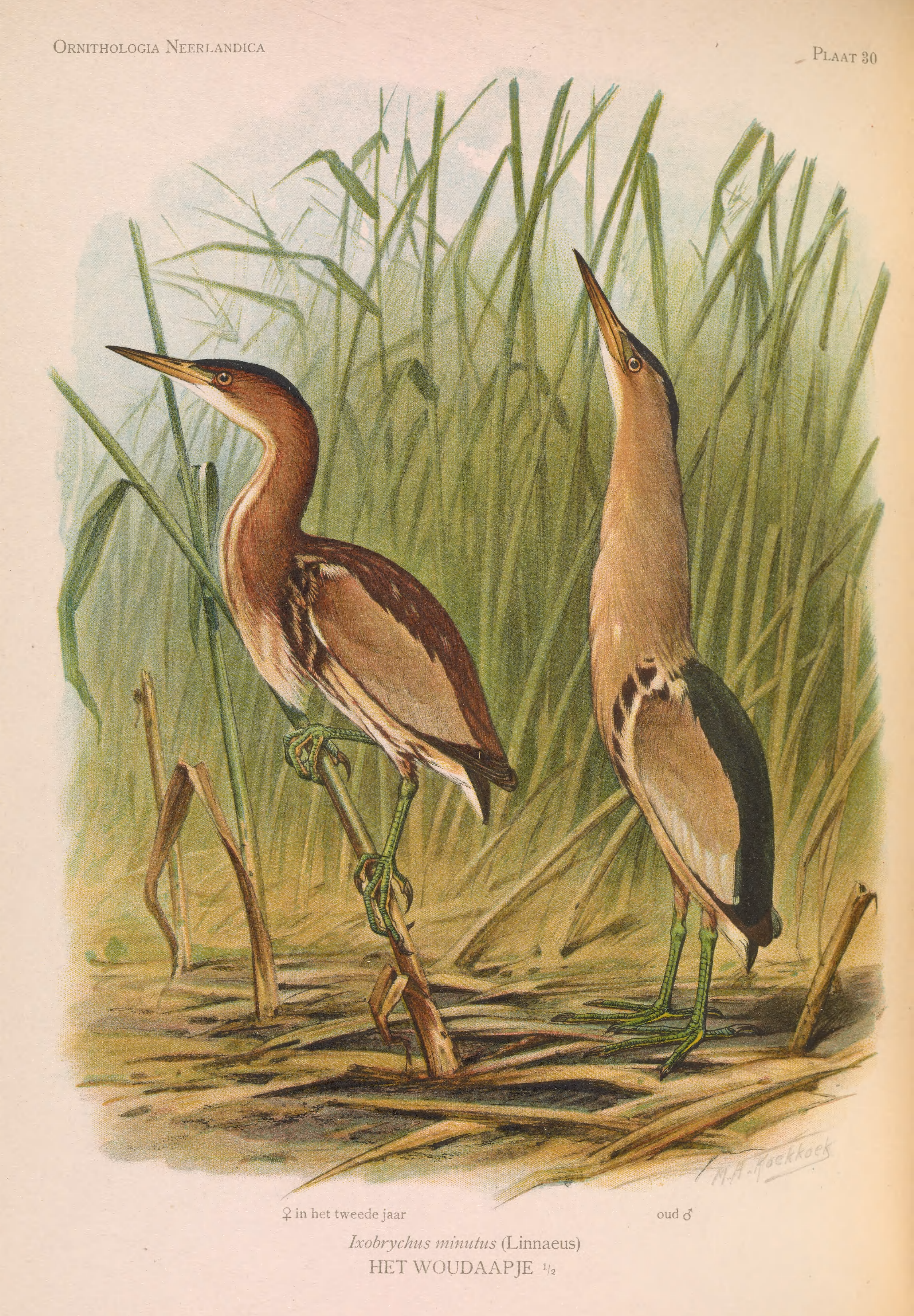
Samica i samiec.

Cechy gatunkuJest najmniejszym przedstawicielem czapli, wielkości sójki. Wyraźnie zaznaczony dymorfizm płciowy, co jest rzadkością u czapli. Samiec ma wierzch ciała i potylicę czarną, głowę, szyję i pokrywy skrzydłowe płowożółte, spód brudnobiały. Samica ma czapeczkę ciemnobrązową. Szyję, głowę i pokrywy skrzydłowe żółtobrązowe, grzbiet ciemnobrązowy z podłużnymi jasnymi plamami, spód brudnobiały z ciemnymi podłużnymi paskami. Pisklęta pokryte są gęstym, pomarańczowym puchem. Osobniki młodociane podobne do samicy, lecz całe brązowe z podłużnymi paskami, których jest dużo więcej.
Lata stosunkowo rzadko - najczęściej wieczorami można go ujrzeć przelatującego cicho nad taflą wody z jednego pasa trzcin na drugi. Skrzydła szerokie i z jasnymi piórami pokrywowymi, kontrastują z czarnymi lotkami i grzbietem. Równie cicho przemyka przez gęste trzciny. Z kolei podczas polowania przemieszcza się między trzcinami bardzo powoli, jakby w zwolnionym tempie przechodząc z łodygi na łodygę. Nie brodzi w płytkiej wodzie, jak większość czapli, a zawisa nad nią trzymając się długimi palcami pojedynczej trzciny. Z wyciągniętą szyją potrafi tkwić w zasadzce przez wiele minut.
Podobnie jak bąk, również i on w razie zagrożenia przyjmuje pionową postawę ochronną, wyciągając w górę szyję i głowę. Potrafią to robić już nawet pisklęta w gnieździe. W czasie toków rankami, wieczorami, a nawet w nocy, samiec wydaje z siebie przypominające szczekanie psa „huw” lub „wru, wru”. Uważa się, że takie odgłosy słyszane w dzień zapowiadają nadchodzący deszcz.
Wymiary średniedługość ciała 27–38 cm; bączek czarnogrzbiety 25–36 cm
rozpiętość skrzydeł 40–58 cm; bączek czarnogrzbiety 41–49 cm
masa ciała 59–150 g; bączek czarnogrzbiety 59–120 g

## Ekologia i zachowanie

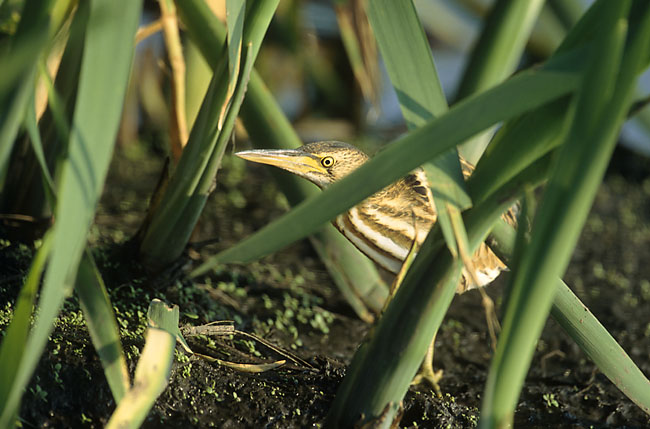
Osobnik młodociany zakamuflowany w trzcinowisku

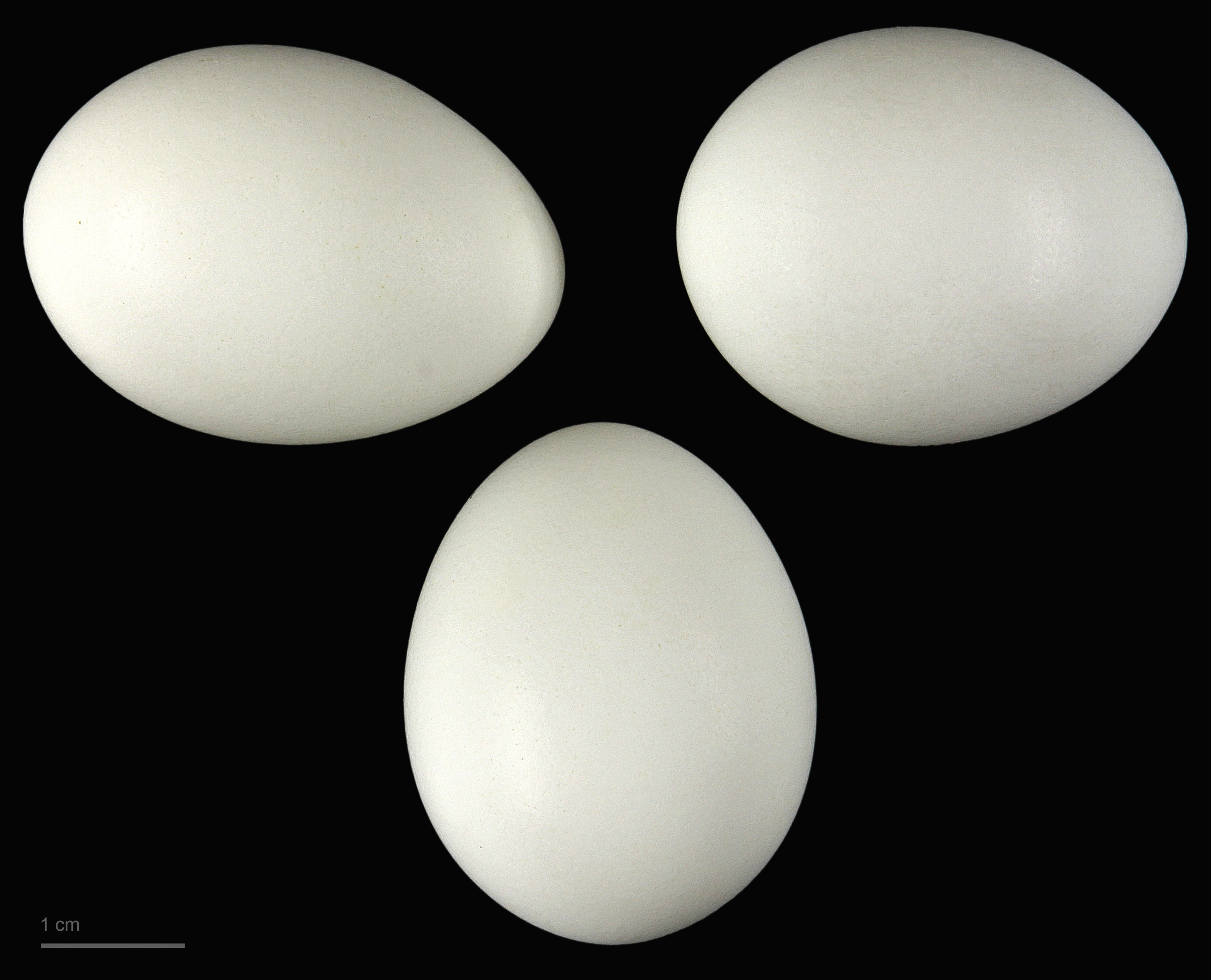
Jaja z kolekcji muzealnej

BiotopProwadzi skryty i cichy tryb życia na rozległych, ale też mniejszych, trzcinowiskach okolic stawów, bagien i starorzeczy lub w wiklinie nadrzecznych brzegów.
GniazdoW gęstych trzcinach nisko nad wodą, rzadziej w krzewie lub na drzewie. Niewielkie, zbudowane z liści trzcin, turzyc i pędów innych roślin, kształtem przypominające stożek odwrócony wierzchołkiem ku dołowi. Zazwyczaj sytuowane pojedynczo lub w małych koloniach. Wiosną na lęgowiska najpierw wracają stare samce, młodsze trzy tygodnie później. Zaraz po przybyciu samiec zajmuje swoje terytorium, wybiera miejsce na gniazdo i zaczyna jego budowę z suchych trzcin i gałązek. Jednak jego wykończeniem zajmuje się samica.
JajaW ciągu roku wyprowadza jeden lub 2 lęgi, składając w maju–lipcu (w Eurazji), w porze deszczowej (w Afryce) i październiku–styczniu (w Australii) 2 do 9 białych jaj.
Wysiadywanie i dorastanieJaja wysiadywane są przez okres 16–21 dni przez obydwoje rodziców. Nowo wyklute pisklęta przez pierwsze dni jedzą na pół strawiony pokarm zrzucany im do gniazda. Potem rodzice wkładają im upolowaną zdobycz prosto do dziobów. Mając już siedem dni i puch na sobie potrafią wydrapywać się z gniazda i poruszać po jego okolicy. Pisklęta opuszczają gniazdo po 5–6 dniach, a lotność uzyskują i usamodzielniają się po 30 dniach.
PożywienieDrobne zwierzęta – owady wodne i lądowe, małe ryby, żaby do ok. 5 cm; poluje głównie nocą. Jest wyłącznie mięsożerny.

## Status i ochrona
obecny przez cały rok
     poza sezonem lęgowym

Zasięg występowania bączka czarnogrzbietego
obecny przez cały rok
poza sezonem lęgowym

Międzynarodowa Unia Ochrony Przyrody (IUCN) uznaje bączka za gatunek najmniejszej troski (LC – Least Concern). Liczebność światowej populacji, obliczona w oparciu o szacunki organizacji BirdLife International dla Europy z 2015 roku, mieści się w przedziale 600 000 – 1 199 999 dorosłych osobników. Globalny trend liczebności populacji uznawany jest za spadkowy. IUCN od 2014 roku uznaje bączka czarnogrzbietego (I. minutus dubius) za odrębny gatunek; również zalicza go do kategorii najmniejszej troski, a trend jego liczebności uznaje za spadkowy.
W Polsce jest objęty ochroną gatunkową ścisłą oraz wymagający ochrony czynnej. Na Czerwonej liście ptaków Polski został sklasyfikowany jako gatunek niedostatecznie rozpoznany (DD – Data Deficient). W latach 2013–2018 krajowa populacja lęgowa liczyła 1100–1500 par.